# Slemringad vaxskivling
Slemringad vaxskivling (Hygrophorus gliocyclus) är en svampart som tillhör divisionen basidiesvampar, och som beskrevs av Fr.. Slemringad vaxskivling ingår i släktet Hygrophorus, och familjen Hygrophoraceae. Enligt den finländska rödlistan är arten nära hotad i Finland. Enligt den svenska rödlistan är arten sårbar i Sverige. Arten förekommer i Öland, Götaland, Svealand, Nedre Norrland och Övre Norrland. Artens livsmiljö är torr och mager moskog.